# Kampung Dalam (Siak)
Kampung Dalam is een bestuurslaag in het regentschap Siak van de provincie Riau, Indonesië. Kampung Dalam telt 8011 inwoners (volkstelling 2010).